# Naklo, Črnomelj
Náklo je naselje v Občini Črnomelj, Slovenija.

## Geografija
Povprečna nadmorska višina naselja je 320 m.
Pomembnejša bližnja naselja so: Talčji vrh (2 km), Otovec (2,5 km) in Črnomelj (6,5 km).
V vasi stoji cerkev sv. Jakoba, ki je bila zgrajena v 16. stoletju.